# Selección de béisbol de la República Dominicana
La Selección de béisbol de República Dominicana es el equipo oficial que representa a la República Dominicana en eventos internacionales de béisbol. El actual mánager es Rodney Linares. Actualmente ocupa el 9º lugar del ranking mundial de la WBSC Américas.

## Clásico Mundial de Béisbol

### Edición 2006
En el Clásico Mundial de Béisbol 2006 la selección dominicana formó parte del Grupo D, integrado además por Venezuela, Australia e Italia. República Dominicana logró el primer puesto de ese grupo y accedió a la segunda ronda, y luego a la semifinal. Perdió la semifinal de Cuba en un parejo encuentro que terminó 3-1.

### Edición 2009
En el Clásico Mundial de Béisbol 2009, República Dominicana no avanzó a la segunda ronda y perdió dos veces contra la selección de Holanda y fue eliminado. Su actuación fue catalogada como "decepcionante" por los medios.

### Edición 2013
Figurando en el Grupo C junto con Puerto Rico, España y Venezuela en el Estadio Hiram Bithorn en San Juan, Puerto Rico, una vez más, los dominicanos abrieron el round-robin ronda 1 con una decisiva victoria 9-3 sobre Venezuela. Una victoria sobre España y una victoria de Puerto Rico sobre Venezuela les garantizó el avance a la segunda ronda, los dominicanos lograron el máximo favorito al derrotar a los anfitriones. En la segunda ronda, los dominicanos derrotaron a Italia a pesar de tener una desventaja inicial de 4-0 en el Marlins Park en Miami, Estados Unidos. Dos carreras anotadas en el noveno inning ayudaron a los dominicanos a derrotar a los estadounidenses y avanzar a las semifinales. Otra victoria sobre Puerto Rico garantizó que los dominicanos tomaran el liderazgo de la serie y evitando enfrentarse a los campeones anteriores Japón. En su lugar, se enfrentarían a los semifinalistas Países Bajos. Después de una desventaja de 1-0, lograron empujar cuatro carreras en el quinto inning en el juego final, donde obtuvieron una victoria de 3-0 y granjeándose su primer título en el Clásico Mundial de Béisbol, también se convierte en el primer equipo en el torneo en lograrlo de manera invicta. El segunda base de los Seattle Mariners Robinson Canó fue nombrado MVP del torneo.

### Edición 2017
La República Dominicana avanzó tras la primera ronda del Clásico Mundial de Béisbol 2017. La victoria de República Dominicana sobre EE. UU., estableció un nuevo récord de asistencia a partidos de béisbol de los Marlins Park con 37,446. Manny Machado de República Dominicana fue nombrado Jugador Más Valioso de la primera ronda del Grupo C del CMB, luego de batear .357. En la segunda ronda, sin embargo, cayeron ante Puerto Rico y Estados Unidos, eliminándolos del Clásico Mundial de Béisbol y poniendo fin a su reinado de campeonato.

### Edición 2021
En el Clásico Mundial de Béisbol 2023 el equipo fue eliminado en la primera ronda del (grupo D), pese a ser considerados los favoritos para ganar el torneo, el equipo perdió el primer partido frente a Venezuela, y ganó los dos encuentros siguientes a Nicaragua e Israel pero fue eliminado por Puerto Rico en el partido de muerte súbita, celebrado para decidir el segundo lugar del (Grupo D).

## Honores
El equipo de República Dominicana participó en los Juegos Olímpicos de 1992, la primera competencia por medalla para el deporte, y terminó sexto. El equipo no pudo clasificar para otra competición antes de que el béisbol fuera eliminado de los Juegos Olímpicos después de los Juegos de 2008.
Participó en los Juegos Olímpicos de Tokio 2020 en donde enfrentó a Japón, México, Estados Unidos, Israel y Corea del Sur.
El equipo dominicano luego de perder dos juegos se clasificó a la primera ronda del repechaje en donde venció a la selección de Israel, con esta victoria el equipo aseguró por lo menos competir por la medalla de bronce, en la segunda ronda de repechaje cayeron ante el equipo de Estados Unidos, a pesar de caer derrotados el equipo venció a la selección de Corea del Sur ganando la medalla de bronce.
Clásico Mundial de Béisbol
- 2006 : 4.º (Semifinalista)
- 2009 : Eliminado en la Ronda 1
- 2013 :  1.º
- 2017 : Eliminado en la Segunda Ronda (Ronda F)
- 2023 : Eliminado en la Ronda 1

Copa Mundial de Béisbol
| - 1940 : no calificó - 1941 : 5.º - 1942 : 2.º - 1943 : 3.º - 1944 : 5.º - 1945 : no calificó - 1947 : no calificó - 1948 : 1.º - 1950 : 2.º - 1951 : 4.º - 1952 : 2.º - 1953 : 4.º |  | - 1961 : no calificó - 1965 : 5.º - 1969 : 3.º - 1970 : 6.º - 1971 : 6.º - 1954 : 7.º - 1973 : 4.º - 1974 : 4.º - 1976 : 5.º - 1978 : no calificó - 1980 : no calificó - 1982 : 8.º |  | - 1984 : 12.º - 1986 : no calificó - 1988 : no calificó - 1990 : no calificó - 1994 : 13.º - 1998 : 8.º - 2001 : 8.º - 2003 : no calificó - 2005 : no calificó - 2011 : 9.° |

Juegos Olímpicos
- 1992 : 6.°
- 2020 :  3.º

Juegos Panamericanos
- 1955 :  1.º
- 1979 :  2.º

Copa Intercontinental de Béisbol
| - 1973 : no calificó - 1975 : no calificó - 1977 : no calificó - 1979 : no calificó - 1981 : 3.º - 1983 : no calificó |  | - 1985 : no calificó - 1987 : no calificó - 1989 : no calificó - 1991 : no calificó - 1993 : no calificó - 1995 : no calificó |  | - 1997 : no calificó - 1999 : no calificó - 2002 : 3.º - 2006 : no calificó |

## Resultados generales
| Competición                | PJ  | PG  | PP | CF  | CC |
| -------------------------- | --- | --- | -- | --- | -- |
| WBSC Premier 12            | 8   | 1   | 7  | 43  | 62 |
| Clásico Mundial de Béisbol | 28  | 20  | 8  | 135 | 75 |
| Juegos Olímpicos           | 13  | 5   | 8  | 58  | 82 |
| Copa Mundial de Béisbol    | 220 | 123 | 97 | -   | -  |
| Juegos Panamericanos       | -   | -   | -  | -   | -  |
| Total oficiales            | -   | -   | -  | -   | -  |

### WBSC Premier 12
| Edición       | Resultado     | Posición | PJ | PG | PP | CF | CC |
| ------------- | ------------- | -------- | -- | -- | -- | -- | -- |
| 2015 Detalles | Primera Ronda | 11°      | 5  | 0  | 5  | 20 | 42 |
| 2019 Detalles | Primera Ronda | 8°       | 3  | 1  | 2  | 23 | 20 |
| Total         |               |          | 8  | 1  | 7  | 43 | 62 |

### Clásico Mundial de Béisbol
| Edición       | Resultado     | Posición | PJ | PG | PP | CF  | CC |
| ------------- | ------------- | -------- | -- | -- | -- | --- | -- |
| 2006 Detalles | Cuarto lugar  | 4°       | 7  | 5  | 2  | 36  | 26 |
| 2009 Detalles | Primera Ronda | 9°       | 3  | 1  | 2  | 12  | 5  |
| 2013 Detalles | Campeón       | 1°       | 8  | 8  | 0  | 36  | 14 |
| 2017 Detalles | Segunda Ronda | 5°       | 6  | 4  | 2  | 32  | 19 |
| 2023 Detalles | Primera Ronda | 9°       | 4  | 2  | 2  | 19  | 11 |
| Total         | -             | -        | 28 | 20 | 8  | 135 | 75 |

### Béisbol en los Juegos Olímpicos
| Año                 | Ronda                          | Posición                       | PJ                             | PG                             | PP                             | CF                             | CC                             |                                |
| ------------------- | ------------------------------ | ------------------------------ | ------------------------------ | ------------------------------ | ------------------------------ | ------------------------------ | ------------------------------ | ------------------------------ |
| Tokio 1964          | Deporte de demostración        | Deporte de demostración        | Deporte de demostración        | Deporte de demostración        | Deporte de demostración        | Deporte de demostración        | Deporte de demostración        | Deporte de demostración        |
| México 1968         | No hubo competición de béisbol | No hubo competición de béisbol | No hubo competición de béisbol | No hubo competición de béisbol | No hubo competición de béisbol | No hubo competición de béisbol | No hubo competición de béisbol | No hubo competición de béisbol |
| Múnich 1972         | No hubo competición de béisbol | No hubo competición de béisbol | No hubo competición de béisbol | No hubo competición de béisbol | No hubo competición de béisbol | No hubo competición de béisbol | No hubo competición de béisbol | No hubo competición de béisbol |
| Moscú 1980          | No hubo competición de béisbol | No hubo competición de béisbol | No hubo competición de béisbol | No hubo competición de béisbol | No hubo competición de béisbol | No hubo competición de béisbol | No hubo competición de béisbol | No hubo competición de béisbol |
| Los Ángeles 1984    | Deporte de demostración        | Deporte de demostración        | Deporte de demostración        | Deporte de demostración        | Deporte de demostración        | Deporte de demostración        | Deporte de demostración        | Deporte de demostración        |
| Seúl 1988           | Deporte de demostración        | Deporte de demostración        | Deporte de demostración        | Deporte de demostración        | Deporte de demostración        | Deporte de demostración        | Deporte de demostración        | Deporte de demostración        |
| Barcelona 1992      | Primera Fase                   | 6º                             | 7                              | 2                              | 5                              | 33                             | 60                             |                                |
| Atlanta 1996        | No clasificó                   | No clasificó                   | No clasificó                   | No clasificó                   | No clasificó                   | No clasificó                   | No clasificó                   | No clasificó                   |
| Sídney 2000         | No clasificó                   | No clasificó                   | No clasificó                   | No clasificó                   | No clasificó                   | No clasificó                   | No clasificó                   | No clasificó                   |
| Atenas 2004         | No clasificó                   | No clasificó                   | No clasificó                   | No clasificó                   | No clasificó                   | No clasificó                   | No clasificó                   | No clasificó                   |
| Pekín 2008          | No clasificó                   | No clasificó                   | No clasificó                   | No clasificó                   | No clasificó                   | No clasificó                   | No clasificó                   | No clasificó                   |
| Londres 2012        | No hubo competición de béisbol | No hubo competición de béisbol | No hubo competición de béisbol | No hubo competición de béisbol | No hubo competición de béisbol | No hubo competición de béisbol | No hubo competición de béisbol | No hubo competición de béisbol |
| Río de Janeiro 2016 | No hubo competición de béisbol | No hubo competición de béisbol | No hubo competición de béisbol | No hubo competición de béisbol | No hubo competición de béisbol | No hubo competición de béisbol | No hubo competición de béisbol | No hubo competición de béisbol |
| Tokio 2020          | Tercer lugar                   | 3°                             | 6                              | 3                              | 3                              | 25                             | 22                             |                                |
| Total               | -                              | -                              | 13                             | 5                              | 8                              | 58                             | 82                             |                                |

### Copa Mundial de Béisbol
| Año                     | Ronda         | Posición     | PJ           | PG           | PP           | CF           | CC           |              |
| ----------------------- | ------------- | ------------ | ------------ | ------------ | ------------ | ------------ | ------------ | ------------ |
| Serie Mundial Amateur   |               |              |              |              |              |              |              |              |
| Gran Bretaña 1938       | No participó  | No participó | No participó | No participó | No participó | No participó | No participó | No participó |
| La Habana 1939          | No participó  | No participó | No participó | No participó | No participó | No participó | No participó | No participó |
| La Habana 1940          | No participó  | No participó | No participó | No participó | No participó | No participó | No participó | No participó |
| La Habana 1941          | Primera Ronda | 5°           | 8            | 5            | 3            | -            | -            |              |
| La Habana 1942          | Subcampeón    | 2°           | 12           | 9            | 3            | -            | -            |              |
| La Habana 1943          | Tercer lugar  | 3°           | 12           | 5            | 7            | -            | -            |              |
| Caracas 1944            | Primera Ronda | 5º           | 8            | 4            | 4            | -            | -            |              |
| Caracas 1945            | No participó  | No participó | No participó | No participó | No participó | No participó | No participó | No participó |
| Barranquilla 1947       | No participó  | No participó | No participó | No participó | No participó | No participó | No participó | No participó |
| Managua 1948            | Campeón       | 1º           | 9            | 8            | 1            | -            | -            |              |
| Managua 1950            | Subcampeón    | 2º           | 11           | 9            | 2            | -            | -            |              |
| México 1951             | Cuarto lugar  | 4°           | 13           | 7            | 6            | -            | -            |              |
| La Habana 1952          | Subcampeón    | 2°           | 10           | 7            | 3            | -            | -            |              |
| Caracas 1953            | Cuarto lugar  | 4°           | 10           | 7            | 3            | -            | -            |              |
| San José 1961           | No participó  | No participó | No participó | No participó | No participó | No participó | No participó | No participó |
| Cartagena 1965          | No participó  | No participó | No participó | No participó | No participó | No participó | No participó | No participó |
| Santo Domingo 1969      | Tercer lugar  | 3º           | 9            | 7            | 2            | -            | -            |              |
| Cartagena 1970          | Primera Ronda | 6º           | 11           | 6            | 5            | -            | -            |              |
| La Habana 1971          | Ronda Única   | 6º           | 9            | 4            | 5            | -            | -            |              |
| Managua 1972            | Ronda Única   | 6º           | 15           | 9            | 6            | -            | -            |              |
| La Habana 1973          | Cuarto lugar  | 4°           | 13           | 7            | 6            | -            | -            |              |
| Managua 1973            | No participó  | No participó | No participó | No participó | No participó | No participó | No participó | No participó |
| Estados Unidos 1974     | Primera Ronda | 7º           | 8            | 3            | 5            | -            | -            |              |
| Cartagena 1976          | Ronda Única   | 7º           | 10           | 5            | 5            | -            | -            |              |
| Roma 1978               | No participó  | No participó | No participó | No participó | No participó | No participó | No participó | No participó |
| Tokio 1980              | No participó  | No participó | No participó | No participó | No participó | No participó | No participó | No participó |
| Seúl 1982               | Ronda Única   | 8º           | 9            | 3            | 6            | -            | -            |              |
| La Habana 1984          | Primera Ronda | 12º          | 9            | 3            | 6            | -            | -            |              |
| Países Bajos 1986       | No participó  | No participó | No participó | No participó | No participó | No participó | No participó | No participó |
| Copa Mundial de Béisbol |               |              |              |              |              |              |              |              |
| Italia 1988             | No participó  | No participó | No participó | No participó | No participó | No participó | No participó | No participó |
| Edmonton 1990           | No participó  | No participó | No participó | No participó | No participó | No participó | No participó | No participó |
| Managua 1994            | Primera Ronda | 13°          | 7            | 2            | 5            | -            | -            |              |
| Roma 1998               | Ronda Final   | 8°           | 10           | 5            | 5            | -            | -            |              |
| Taiwán 2001             | Ronda Final   | 8°           | 10           | 5            | 5            | -            | -            |              |
| Cuba 2003               | No participó  | No participó | No participó | No participó | No participó | No participó | No participó | No participó |
| Países Bajos 2005       | No participó  | No participó | No participó | No participó | No participó | No participó | No participó | No participó |
| Taiwán 2007             | No participó  | No participó | No participó | No participó | No participó | No participó | No participó | No participó |
| Italia 2009             | No participó  | No participó | No participó | No participó | No participó | No participó | No participó | No participó |
| Panamá 2011             | Primera Ronda | 9°           | 7            | 3            | 4            | -            | -            |              |
| Total                   | 22/39         | 4°           | 220          | 123          | 97           | -            | -            |              |

### Béisbol en los Juegos Panamericanos
| Año                 | Ronda         | Posición     | PJ           | PG           | PP           | CF           | CC           |              |
| ------------------- | ------------- | ------------ | ------------ | ------------ | ------------ | ------------ | ------------ | ------------ |
| Buenos Aires 1951   | No participó  | No participó | No participó | No participó | No participó | No participó | No participó | No participó |
| México 1955         | Campeón       | 1°           | 8            | 6            | 2            | -            | -            |              |
| Chicago 1959        | Primera Ronda | 8º           | 5            | 2            | 3            | -            | -            |              |
| Sāo Paulo 1963      | No participó  | No participó | No participó | No participó | No participó | No participó | No participó | No participó |
| Winnipeg 1967       | No participó  | No participó | No participó | No participó | No participó | No participó | No participó | No participó |
| Cali 1971           | Ronda Única   | 7º           | 8            | 3            | 5            | -            | -            |              |
| México 1975         | Cuarto lugar  | 4°           | 8            | 5            | 3            | -            | -            |              |
| San Juan 1979       | Subcampeón    | 2°           | 8            | 7            | 1            | -            | -            |              |
| Caracas 1983        | Cuarto lugar  | 4°           | 10           | 5            | 5            | -            | -            |              |
| Indianápolis 1987   | No participó  | No participó | No participó | No participó | No participó | No participó | No participó | No participó |
| La Habana 1991      | Cuarto lugar  | 4°           | 10           | 5            | 5            | -            | -            |              |
| Mar del Plata 1995  | No participó  | No participó | No participó | No participó | No participó | No participó | No participó | No participó |
| Winnipeg 1999       | Ronda Final   | 5°           | 4            | 2            | 2            | -            | -            |              |
| Santo Domingo 2003  | Ronda Final   | 8°           | 5            | 2            | 3            | -            | -            |              |
| Río de Janeiro 2007 | Primera Ronda | 5°           | 3            | 1            | 2            | -            | -            |              |
| Guadalajara 2011    | Quinto lugar  | 5°           | 4            | 2            | 2            | -            | -            |              |
| Toronto 2015        | Primera Ronda | 5°           | 6            | 3            | 3            | -            | -            |              |
| Lima 2019           | Quinto Lugar  | 5°           | 4            | 2            | 2            | -            | -            |              |
| Total               | -             | -            | -            | -            | -            | -            | -            |              |

## Rosters
Equipo dominicano en el Clásico Mundial de Béisbol 2023.
| República Dominicana Clásico Mundial de Béisbol 2023 |    |                                    |                   |
| C U E R P O T É C N I C O                            |    |                                    |                   |
| Mánager                                              |    | Bandera de la República Dominicana | Rodney Linares    |
| Coach de Pitcheo                                     |    | Bandera de la República Dominicana | Wellington Cepeda |
| Coach de Bullpen                                     |    | Bandera de la República Dominicana | José Canó         |
| Coach de 1ra base                                    |    | Bandera de la República Dominicana | Julio Borbón      |
| Coach de 3ra base                                    |    | Bandera de la República Dominicana | Ramón Santiago    |
| Coach de Bateo                                       |    | Bandera de la República Dominicana | Luis Ortiz        |
| Coach de Banca                                       |    | Bandera de la República Dominicana | Tony Díaz         |
| J U G A D O R E S                                    |    |                                    |                   |
| L A N Z A D O R E S                                  |    |                                    |                   |
| Tira: D                                              | 52 | Bandera de la República Dominicana | Bryan Abreu       |
| Tira: D                                              | 20 | Bandera de la República Dominicana | Sandy Alcántara   |
| Tira: Z                                              | 92 | Bandera de la República Dominicana | Génesis Cabrera   |
| Tira: D                                              | 63 | Bandera de la República Dominicana | Diego Castillo    |
| Tira: D                                              | 59 | Bandera de la República Dominicana | Roansy Contreras  |
| Tira: D                                              | 47 | Bandera de la República Dominicana | Johnny Cueto      |
| Tira: D                                              | 75 | Bandera de la República Dominicana | Camilo Doval      |
| Tira: D                                              | 66 | Bandera de la República Dominicana | Luis García       |
| Tira: D                                              | 93 | Bandera de la República Dominicana | Yimi García       |
| Tira: D                                              | 53 | Bandera de la República Dominicana | Cristian Javier   |
| Tira: D                                              | 48 | Bandera de la República Dominicana | Rafael Montero    |
| Tira: D                                              | 50 | Bandera de la República Dominicana | Héctor Neris      |
| Tira: D                                              | 57 | Bandera de la República Dominicana | César Valdez      |
| R E C E P T O R E S                                  |    |                                    |                   |
| Batea: D / Tira: D                                   | 35 | Bandera de la República Dominicana | Gary Sánchez      |
| Batea: A / Tira: D                                   | 21 | Bandera de la República Dominicana | Francisco Mejía   |
| J U G A D O R E S D E C U A D R O                    |    |                                    |                   |
| Parador en corto - Batea: D / Tira: D                | 1  | Bandera de la República Dominicana | Willy Adames      |
| Primera base - Batea: A / Tira: D                    | 7  | Bandera de la República Dominicana | Jeimer Candelario |
| Segunda base - Batea: Z / Tira: D                    | 24 | Bandera de la República Dominicana | Robinson Canó     |
| Tercera base - Batea: Z / Tira: D                    | 11 | Bandera de la República Dominicana | Rafael Devers     |
| Parador en corto - Batea: A / Tira: D                | 5  | Bandera de la República Dominicana | Wander Franco     |
| Tercera base - Batea: D / Tira: D                    | 13 | Bandera de la República Dominicana | Manny Machado     |
| Segunda base - Batea: A / Tira: D                    | 4  | Bandera de la República Dominicana | Ketel Marte       |
| Parador en corto - Batea: D / Tira: D                | 3  | Bandera de la República Dominicana | Jeremy Peña       |
| Segunda base - Batea: D / Tira: D                    | 2  | Bandera de la República Dominicana | Jean Segura       |
| J A R D I N E R O S                                  |    |                                    |                   |
| Jardinero izquierdo - Batea: Z / Tira: Z             | 22 | Bandera de la República Dominicana | Juan Soto         |
| Jardinero derecho - Batea: D / Tira: D               | 37 | Bandera de la República Dominicana | Teoscar Hernández |
| Jardinero derecho - Batea: D / Tira: D               | 23 | Bandera de la República Dominicana | Nelson Cruz       |
| Jardinero central - Batea: D / Tira: D               | 44 | Bandera de la República Dominicana | Julio Rodríguez   |
| Jardinero derecho - Batea: D / Tira: D               | 74 | Bandera de la República Dominicana | Eloy Jiménez      |